# Nasty Baby
Nasty Baby (traducida en Chile como Guagua Cochina) es una película de drama chileno-estadounidense, dirigida por Sebastián Silva. Fue estrenada en el Festival de Cine de Sundance de 2015 y exhibida en la sección Panorama del 65º Festival Internacional de Cine de Berlín, donde ganó el Premio Teddy a la mejor película de temática LGBT. Como en anteriores filmes de Silva, contó entre sus productores a Pablo y Juan de Dios Larraín.
La película se centra en la vida de Freddy (Silva) y Mo (Tunde Adebimpe), una pareja gay que trata de tener un hijo con la ayuda de su amiga Polly (Kristen Wiig).

## Elenco
- Kristen Wiig como Polly.
- Alia Shawkat como Wendy.
- Mark Margolis como Richard.
- Reg E. Cathey como El Obispo.
- Tunde Adebimpe como Mo.
- Sebastián Silva como Freddy.
- Neal Huff como dueño de la galería.
- Judy Marte como mujer golpeada.
- Anthony Chisholm como David.
- Agustín Silva como Chino.